# Root (informatica)
In informatica il termine root (radice in lingua inglese) indica il punto iniziale del file system. Il nome deriva dal riferimento alla sua organizzazione ad albero (quindi alla sua radice) comune a molti file system.

## Descrizione

### DOS e Windows
Nei sistemi operativi DOS il file system è separato nei vari dischi e partizioni, pertanto non esiste un'unica root. Ogni disco o partizione è contrassegnato con una lettera dalla "A" alla "Z" (case-insensitive) ed è detto "unità". La lettera assegnata viene chiamata "lettera di unità". Ogni unità è dotata della sua propria struttura ad albero e la directory radice di tale struttura è la root per l'unità che si sta considerando.
Questo vale anche nei sistemi Windows. La shell grafica di Windows visualizza una root ideale corrispondente alla posizione Risorse del Computer (o alla posizione Desktop), anche se, in realtà, a tale posizione non corrisponde nessuno spazio dedicato nell'unità di memorizzazione: si tratta di una semplice convenzione adottata per comodità per l'utente.

### Sistemi Unix e Linux
Nei sistemi Unix e derivati (es. Linux o macOS) tutti i dischi e le partizioni convivono in un'unica struttura ad albero (anziché in molteplici alberi, uno per ciascun dispositivo fisico di memorizzazione, come in Windows o MacOS fino a 9.x), e la root, contrassegnata dal simbolo "/", è la radice dell'intero file system: root, in inglese, significa appunto radice.

#### /root
La cartella /root presente in moltissimi sistemi Unix-like può generare confusione: infatti non si tratta della root del sistema, ma della home directory (cartella personale) dell'amministratore root, mantenuta separata dagli altri utenti che si trovano invece sotto /home .